# IJsselbos
Het IJsselbos bij Nieuwegein in de provincie Utrecht is ongeveer 19 hectare groot en wordt begrensd door de Kromme- en Hollandse IJssel. Langs het riviertje Kromme IJssel heeft zich moerasbos ontwikkeld. Het gebied wordt beheerd door Staatsbosbeheer. Het bos is rond 1980 aangelegd als een uitvloeisel van een ruilverkaveling in de Lopikerwaard waar het deel van uitmaakt. Destijds zijn duizenden meest snelgroeiende bomen aangeplant. De bomen staan na verloop van jaren erg dicht op elkaar.

## Beheer
In percelen waar essen en eikenbomen staan hebben medewerkers van het Staatsbosbeheer in 2009 zogenaamde toekomstbomen geselecteerd. Deze krijgen meer ruimte uit te groeien tot vitale en gezonde bomen. Bij elke toekomstboom zijn een of meer nabij staande bomen weggenomen om te zorgen voor meer licht en ruimte. Hierdoor is meer openheid ontstaan, wat betere voorwaarden schept voor planten en dieren.
Allerlei kruiden en struiken kunnen zich nu onder en tussen de bomen vestigen en dat is weer positief voor dieren als vogels, kleine zoogdieren en insecten. Ook in het meer open gedeelte van het gebied ontstaat langzaam een natuurlijk gevarieerd bos door uitzaaiing en opslag van bomen en struiken. Er zijn bijzondere plantensoorten aan te treffen zoals de brede wespenorchis en de voor de Lopikerwaard unieke distelbremraap. In het midden van het gebied is een plas gegraven.

## Wandelroute
In het vrij toegankelijke IJsselbos is een natuurleerpad en rondwandeling van ongeveer drie kilometer uitgezet. Het begin van deze route is aan het Hooglandse Jaagpad in de Nieuwegeinse wijk Hoge Landen. Hier staat de markante en qua architectuur voor Nederland unieke watertoren van IJsselstein. Het pad wordt aangegeven door middel van handwijzers van Staatsbosbeheer.
De ingeklemde ligging tussen de snelweg A2 en de woonwijken van Nieuwegein maakt het bos tot een oase van rust in een drukke omgeving.